# H.C. Flaminio Genovesi Roma
L'Handball Club Flaminio Genovesi Roma fu una società di pallamano della città di Roma; vinse il campionato italiano di pallamano nella stagione 1970-71.

## Palmarès
- Campionato italiano di pallamano maschile: 1
1970-71.

## Squadre storiche
Formazione campione d'Italia 1970-1971 L. Attias,  R. Attias,  Ballarin,  Brunelleschi,  Campana,  Carletti,  Cauzzi,  Jimenez,  La Ragione,  Pavia,  Riso Raoux,  Silvia,   Tirabassi,  Verdolini,  Virgili,  Zanetti,  Zona. Allenatore:  Leonello Attias.
Presidente:
Luciano Lumini 